# Grūtas
Grūtas (pools: Gruta) is een dorp in het zuiden van Litouwen ongeveer 130 kilometer ten zuidwesten van de hoofdstad Vilnius. Grūtas, gelegen aan het gelijknamige meer, ligt in een de bosrijke omgeving die overgaat in het 55.000 ha grote Nationaal Park Dzūkija. Achter het dorp ligt de beeldentuin Grūtas Park. Naast de beeldentuin zijn er in het dorp een motel en een winkeltje.

## Geschiedenis
.

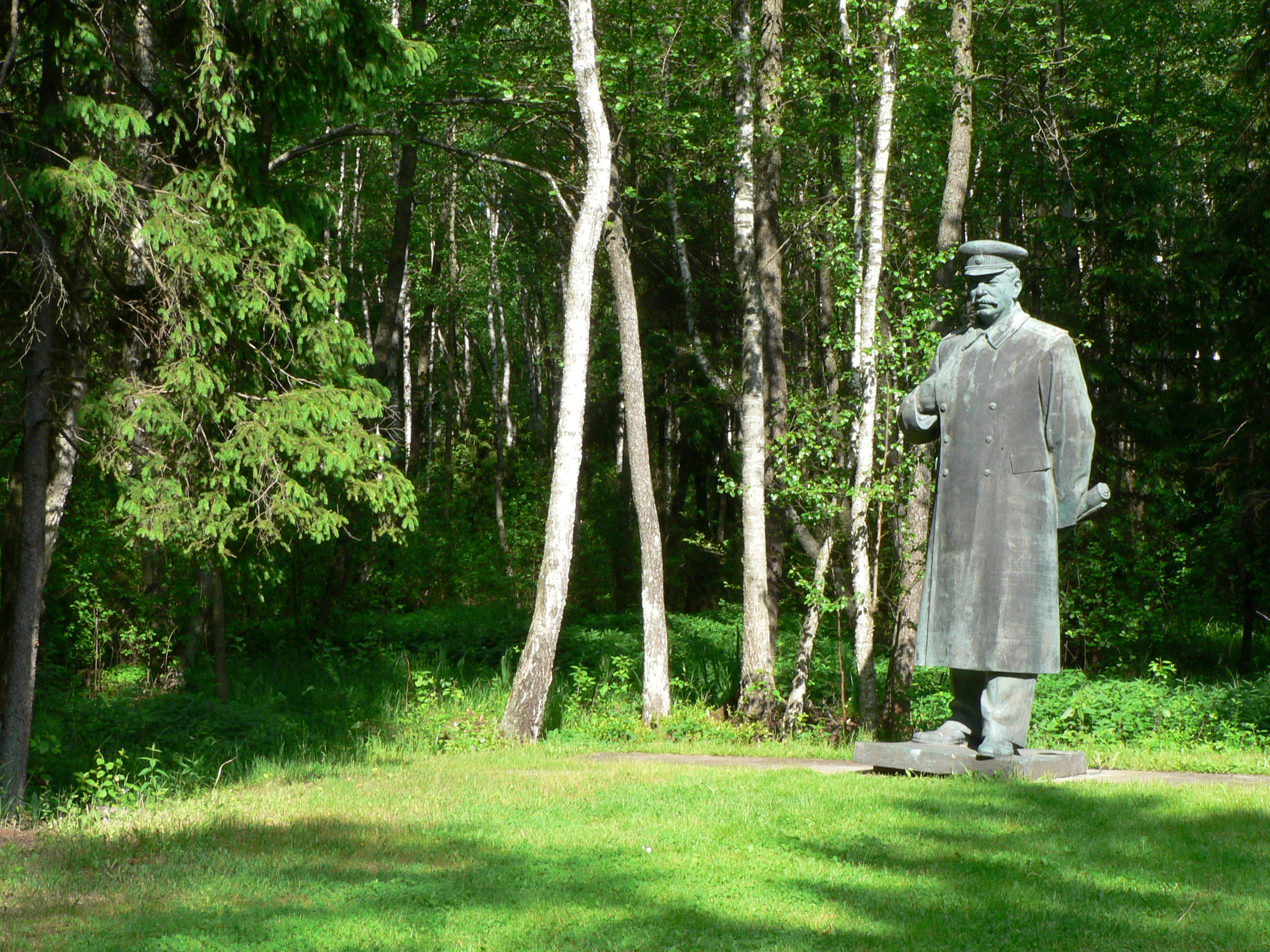
Beeld van Stalin in het Grūtas Park

Grūtas werd voor het eerst genoemd in 1589. Het maakte toen deel uit van het Pools-Litouwse Gemenebest. Na de Poolse Delingen viel het dorp tot 1920 onder Rusland, waarna het gedurende het Interbellum onder Pools bestuur kwam te staan. Na de Tweede Wereldoorlog werd het onderdeel van de Sovjet-Unie, totdat het in 1991 deel werd van de soevereine staat Litouwen.

## Demografie
Grūtas telde in 2011 166 inwoners, van wie 72 man en 94 vrouwen.

## Verkeer en vervoer
Langs Grūtas loopt de landelijke hoofdweg A4, een 80km-weg die Vilnius verbindt met Druskininkai en Grodno. Het dorp is via een stadbusdienst verbonden met Druskininkai; dagelijks stoppen er enkele lijnbussen op diensten tussen Druskininkai en Merkinė en verder.